# Templo Hutheesing
El Templo Hutheesing es un templo jainista situado en Ahmedabad, en Gujarat, India. Fue construido en 1848 por la familia Hutheesing. El templo combina el antiguo estilo arquitectónico Maru-Gurjara con nuevos elementos arquitectónicos de havelí en su diseño.

## Historia
La construcción del templo fue originalmente planificada e iniciada por Hutheesing Kesarisinh, un rico comerciante de Ahmedabad. Tras su fallecimiento a los 49 años, la construcción fue supervisada y completada por su esposa, Harkunwar. El coste total fue de aproximadamente ₹10 lakh (equivalente a ₹75 crore o 8,9 millones de dólares estadounidenses en 2023). El arquitecto principal del templo fue Premchand Salat. El templo se encuentra fuera de la puerta Delhi Darwaza.
Lockwood de Forest, quien fue socio comercial de Muganbhai Hutheesing, hijo de Sheth Hutheesing, estimó el costo en "más de un millón de dólares". El templo fue construido durante una grave hambruna en Gujarat. La construcción del templo empleó a cientos de artesanos especializados, lo que les proporcionó sustento durante un período de dos años.
El templo está gestionado por un fideicomiso de la familia Hutheesing.

## Arquitectura

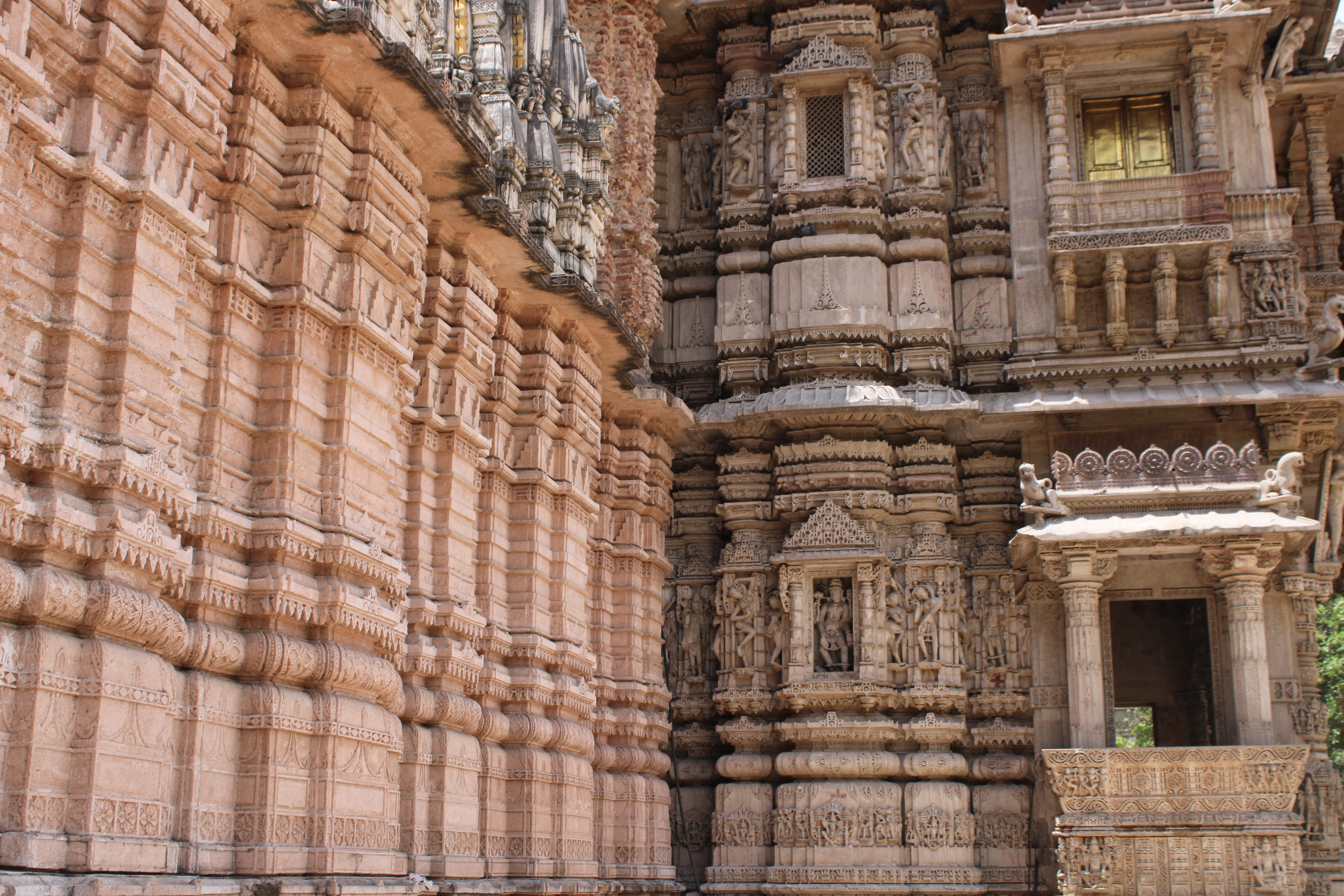
Tallado detallado en la pared del templo.

Salat combinó el antiguo estilo de arquitectura de templos con nuevos elementos arquitectónicos de haveli en el diseño del templo. Utiliza el estilo Māru-Gurjara, con muchas similitudes con los templos de Bhadreshwar y Ranakpur. El templo está construido en mármol blanco.
El pórtico principal de entrada presenta elementos arquitectónicos propios de los haveli de madera, como paredes decoradas, balaustradas talladas, balcones salientes, chabutras y jalis (celosías).
Es un templo del tipo nirandhara-prasada, es decir, que no presenta un corredor de circunvalación. El templo, orientado al oeste, está construido sobre una gran plataforma. El santuario principal tiene tres espacios alineados: un garbhagriha, un gudhamandapa (sala del santuario cerrada con pórticos), un vestíbulo y un sabhamandapa (sala de asambleas), cada uno con su propia shikhara. El templo principal tiene una altura de 52,5 metros y dos plantas. El garbhagriha, en el extremo oriental, cuenta con tres agujas ornamentadas. La gran cúpula acanalada del gudhamandapa está sostenida por doce pilares decorados. Los amplios pórticos salientes tienen columnas ornamentadas y ménsulas con figuras en tres de sus lados exteriores. El templo está dedicado a Dharmanatha, el decimoquinto Tirthankara jainista, cuya imagen de mármol se encuentra en el sanctasanctórum central. El templo principal alberga once deidades, seis en el sótano y cinco en el santuario de tres compartimentos. El pórtico y el mandapa exterior tienen cada uno tres cúpulas. Hay una gran cantidad de decoración “finamente esculpida”, “aunque las figuras aparecen solo en las ménsulas”
El templo principal está rodeado por un patio abierto con un claustro columnado que contiene 52 devakulikas (santuarios secundarios), cada uno con una imagen de una deidad.
El templo también es conocido por su sistema de captación de agua de lluvia.

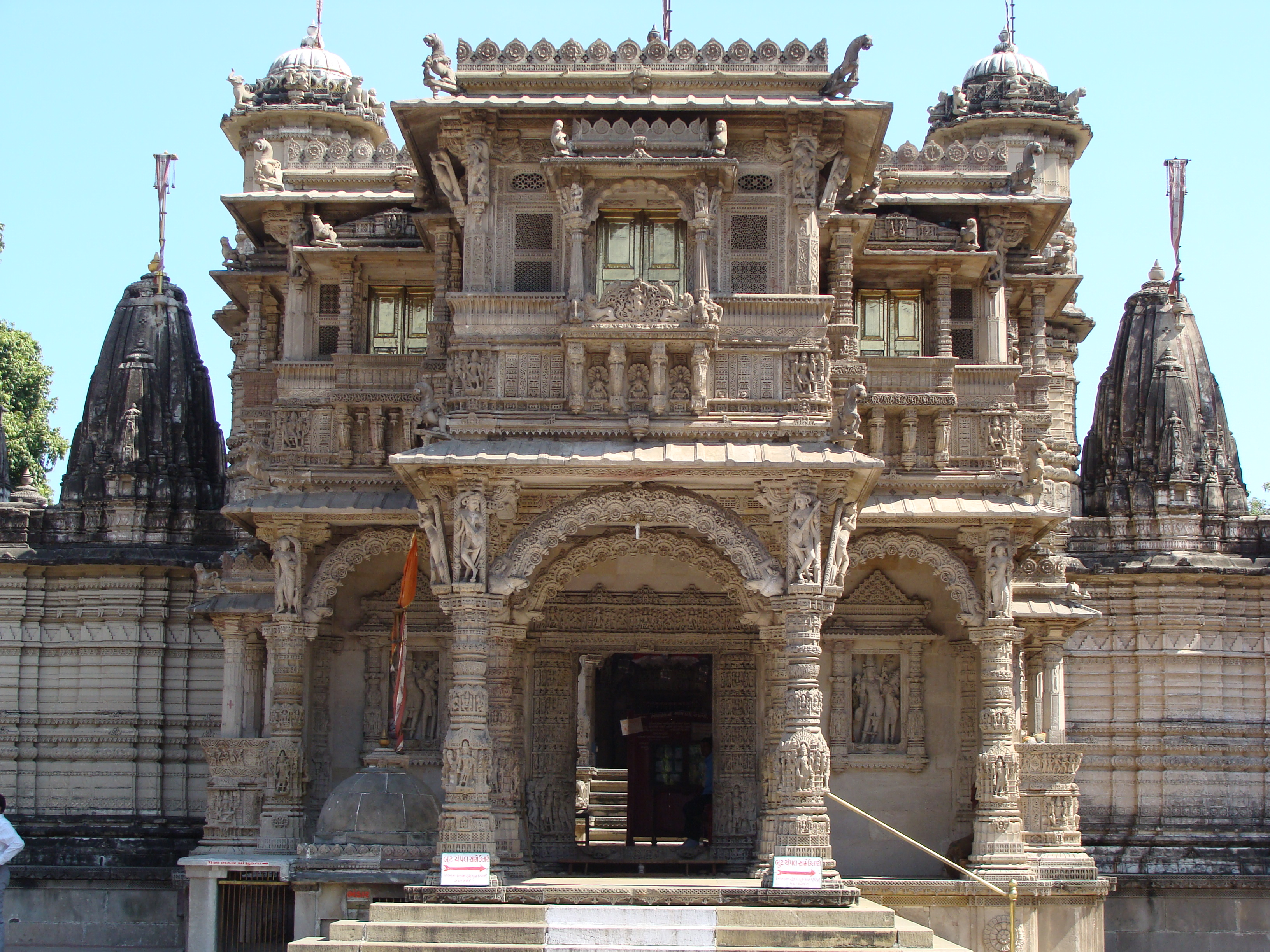
Fachada frontal del pórtico de entrada.
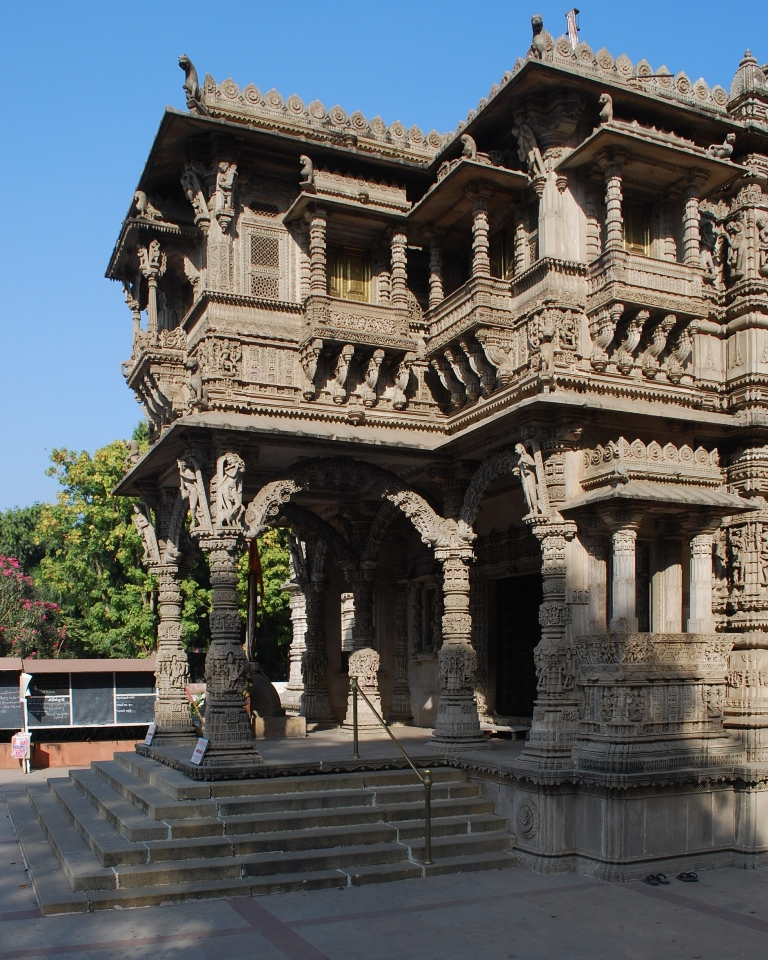
Decoración del pórtico de entrada.
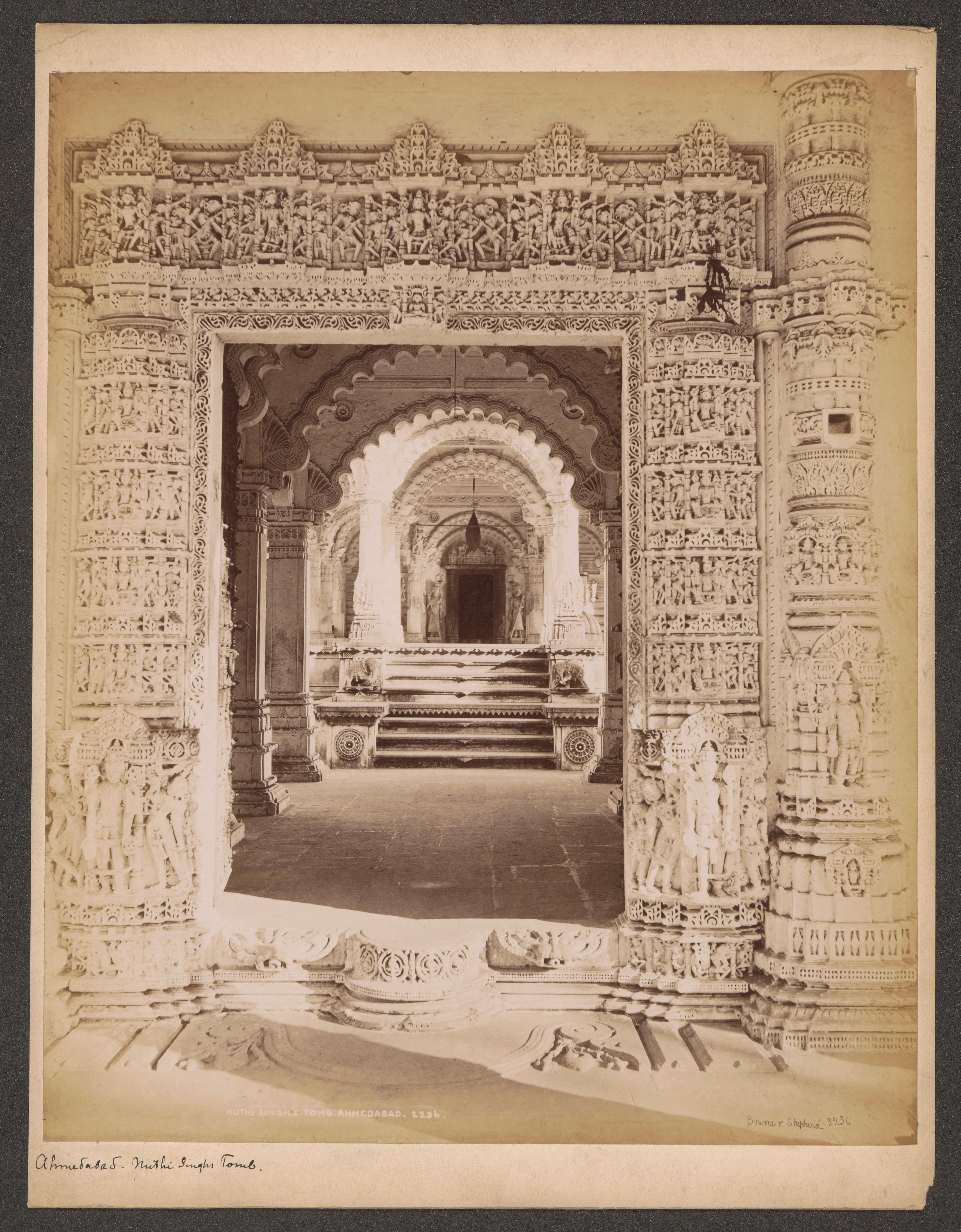
Ornamentación del marco de la puerta.
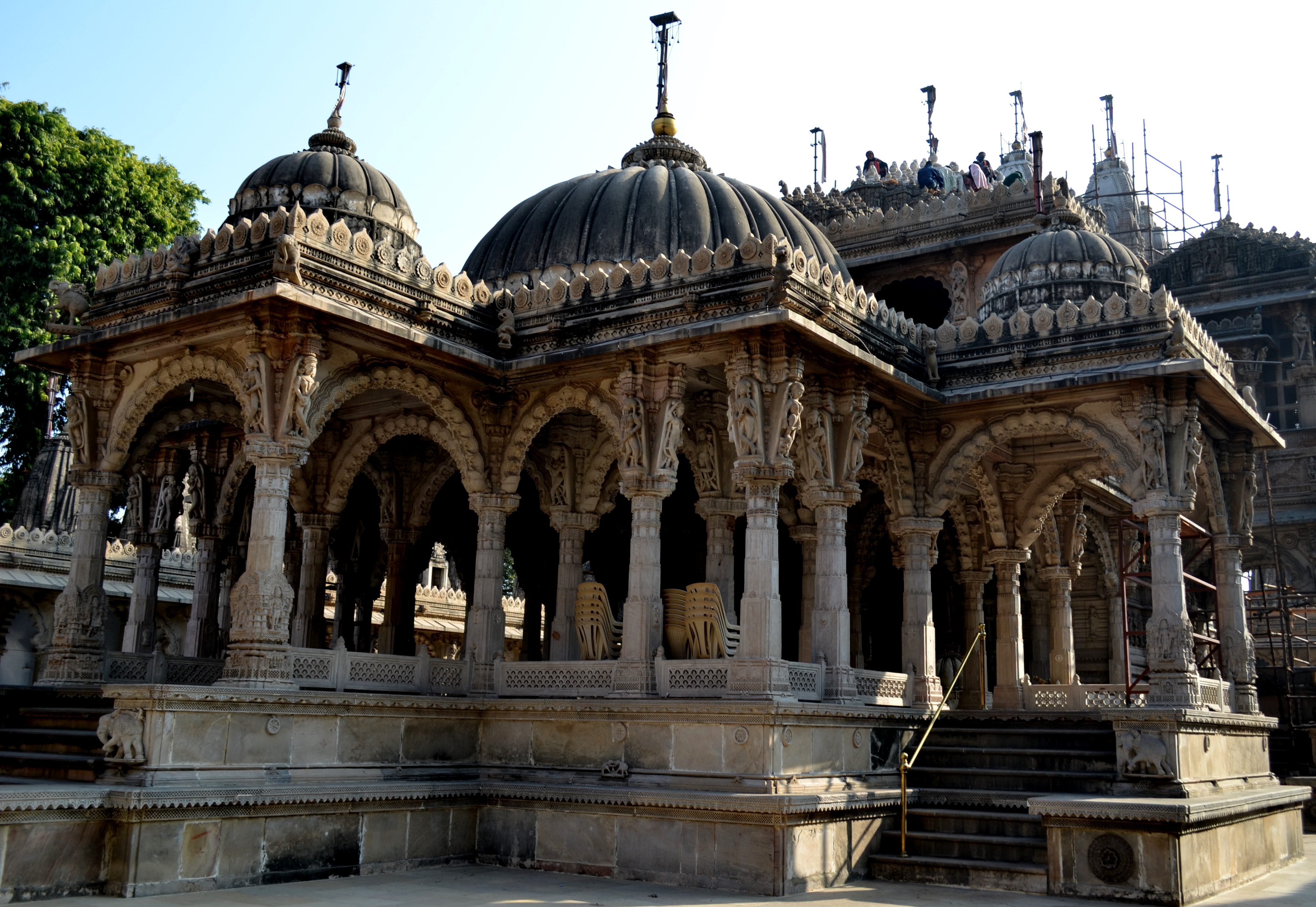
Tres santuarios del templo.
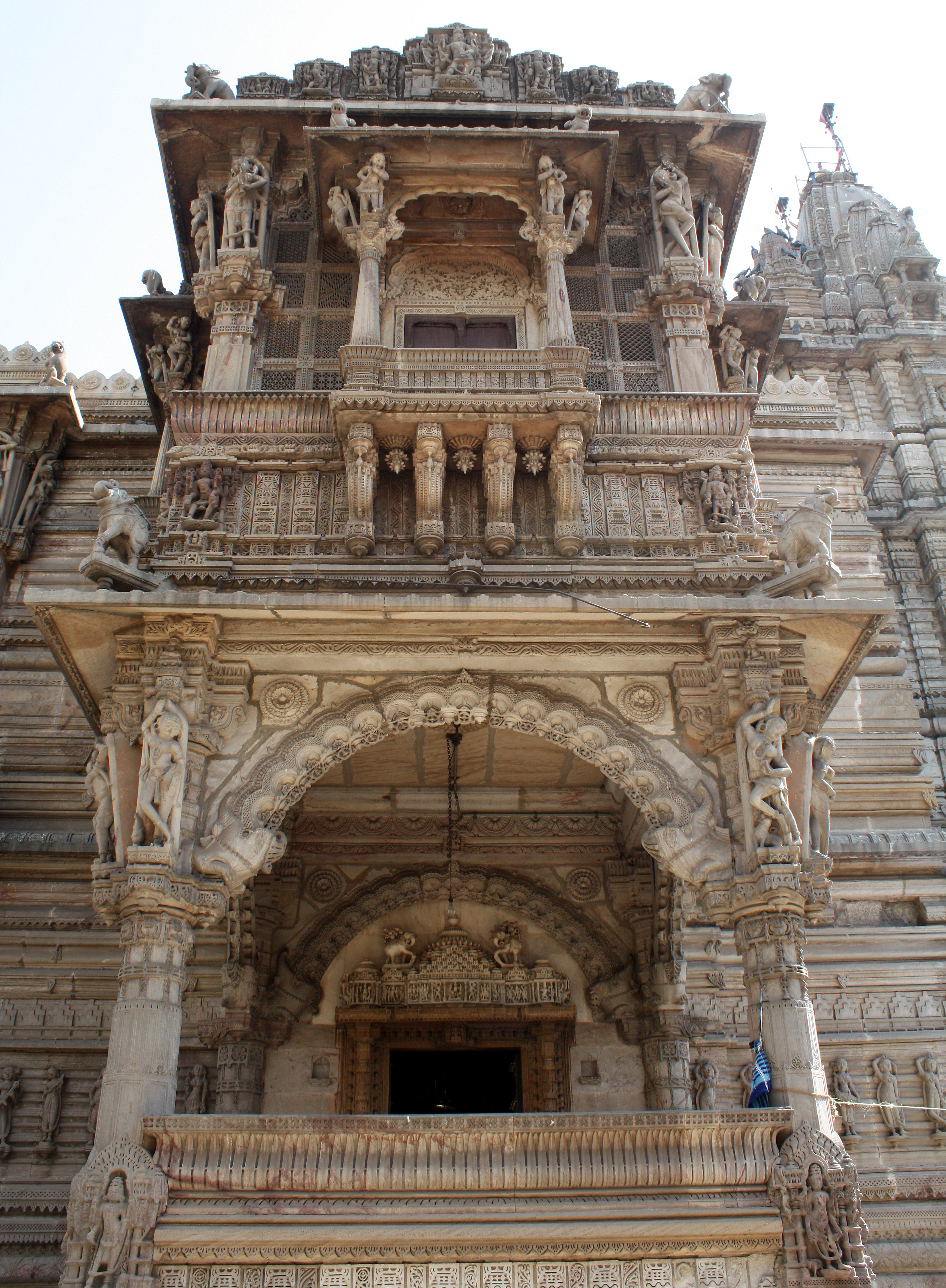
Decoración del Gudhamandapa.
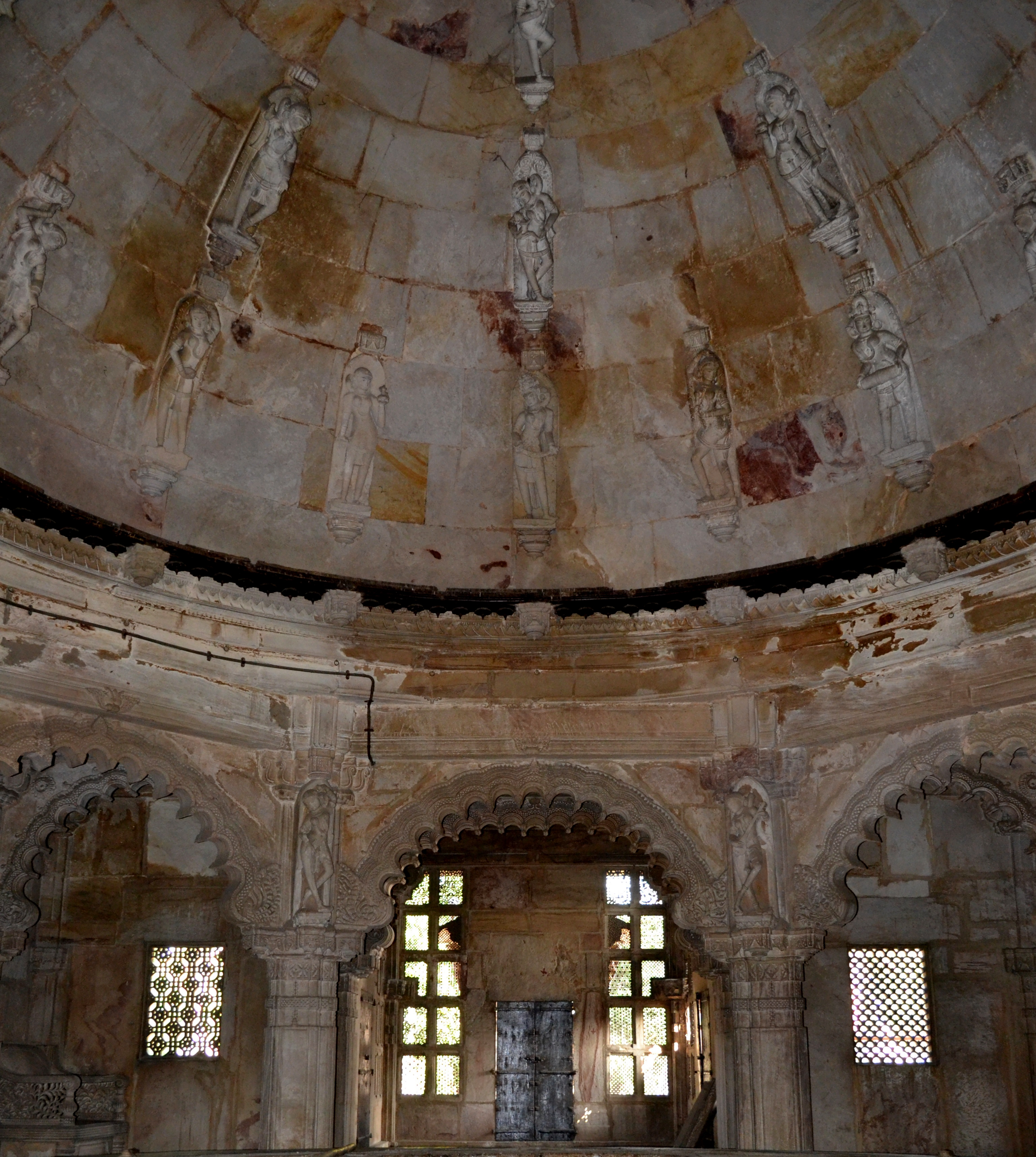
Techo.
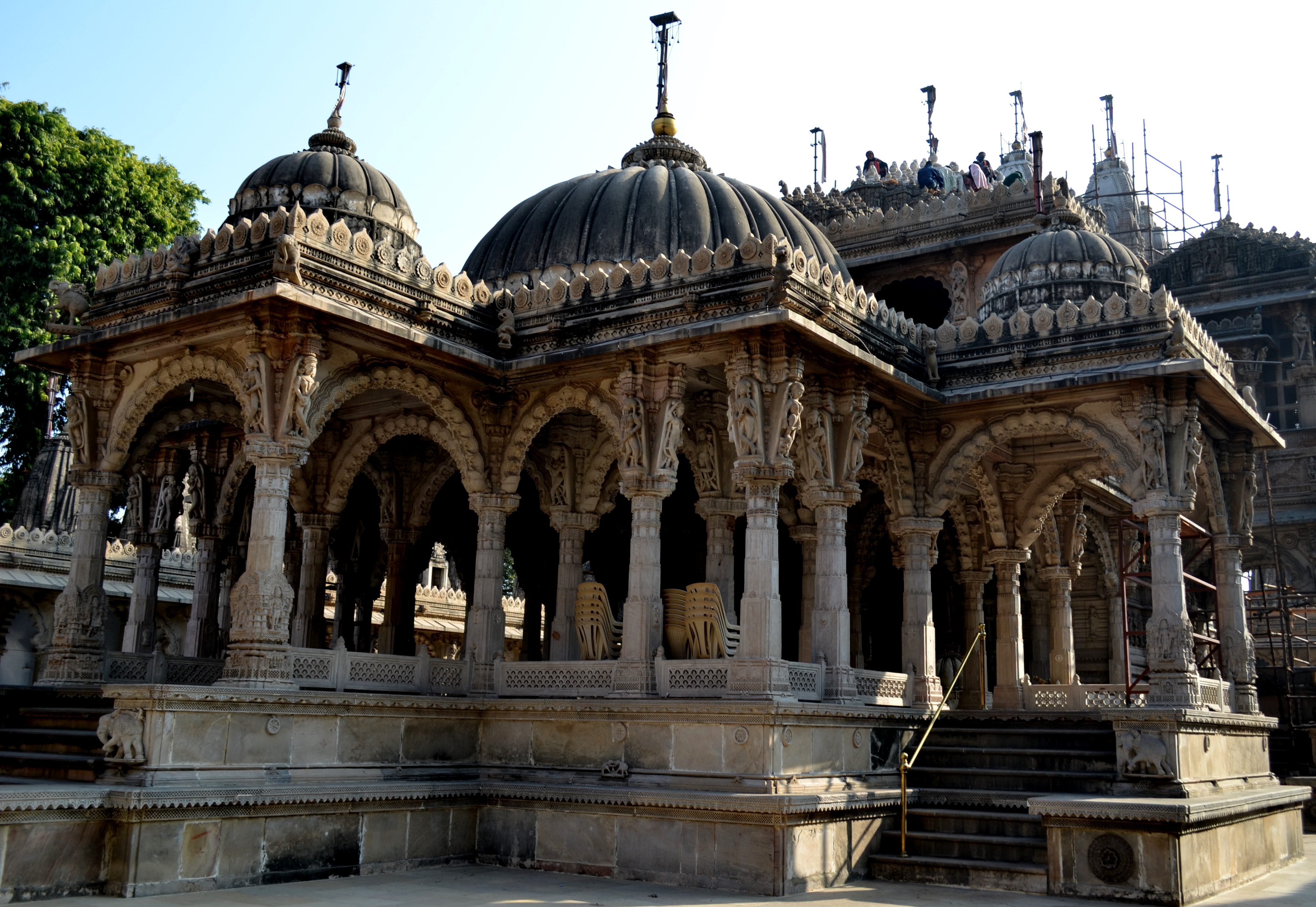
Sabhamandapa.
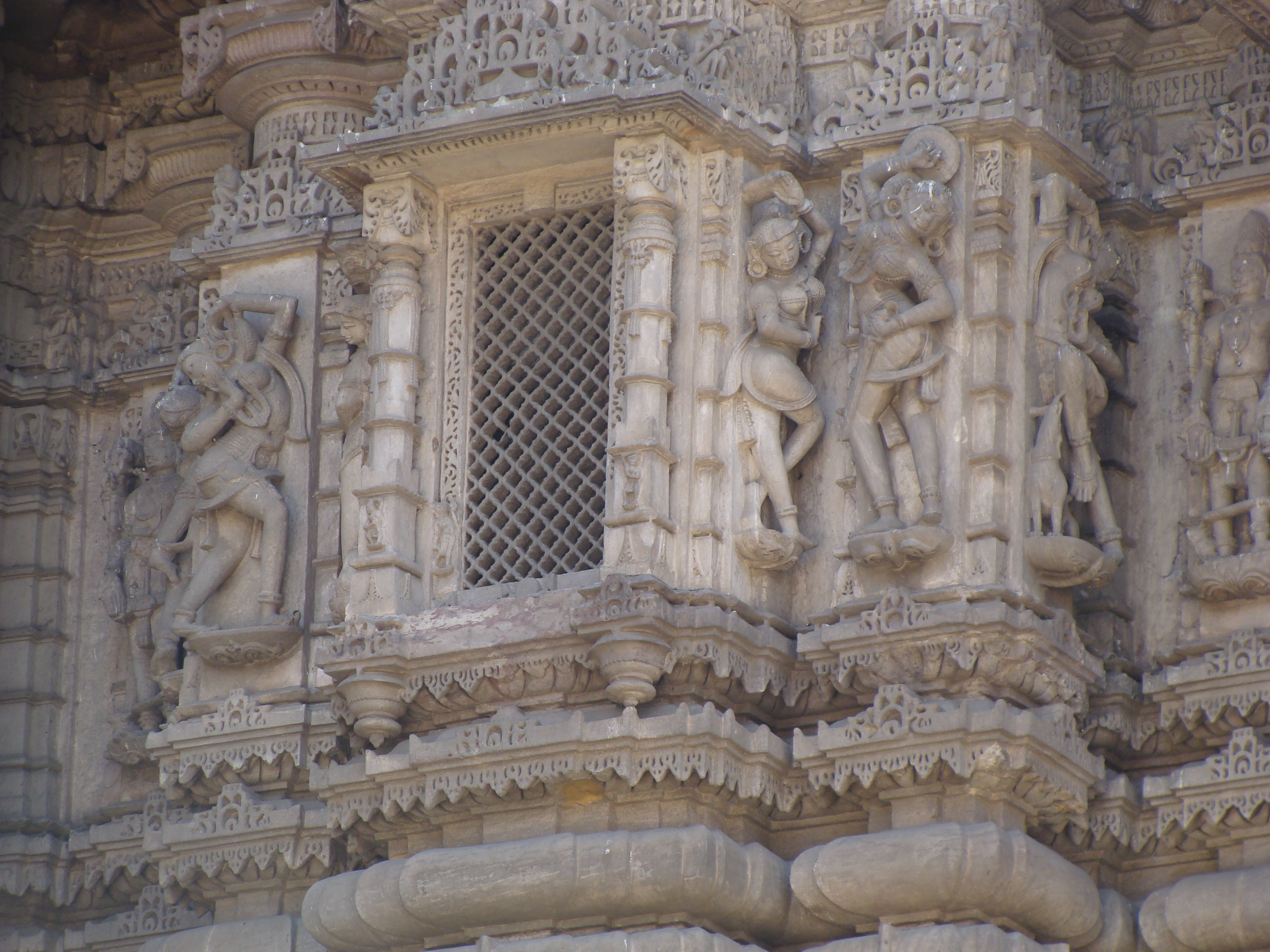
Pared exterior tallada.
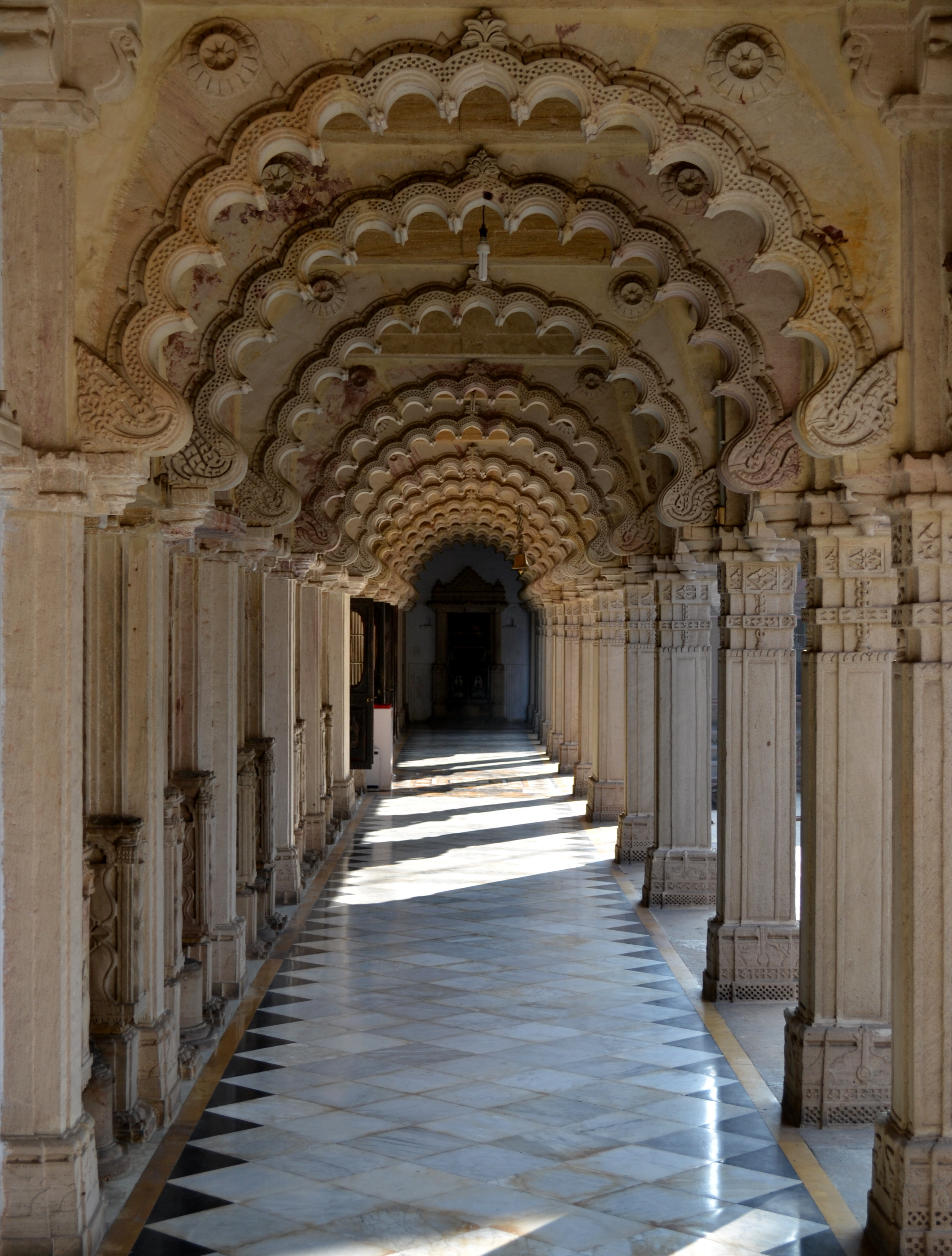
Claustro con columnas.

## Manastambha
En el patio exterior del templo se alza un Manastambha (o columna del honor) de 78 pies de altura. Está inspirado en el Kirti Stambha de Chittorgarh, en Rajastán. Tiene seis pisos de altura y alberga una imagen de Mahavira. Fue construido para conmemorar el 2500.º aniversario del nacimiento de Mahavira. Algunos de los motivos decorativos de la columna se comparan con los minaretes del periodo del sultanato de la era mogol.